# 脇システム
脇システム（わきシステム）とは、将棋の戦法の一つであり、矢倉戦のうち相矢倉で用いられる戦法。昔からある形であるが、特に脇謙二が詳細に研究し、多用したためこの名がつく。
相矢倉戦の序盤、後手△6四角に対して、先手も▲4六角と角をぶつけ、角同士を睨み合わせたまま、先後ほぼ同形で駒組みを進める。
ここから、
- 角交換して同形のまま相手に手を渡す
- 端歩を突き越して▲3五歩
- ▲2六銀から棒銀

などが本筋の攻めとなる。
非常に研究の進んだ戦法として知られ、棋士によっては詰みまで研究しているとも言われる。そのため三浦弘行などの研究熱心な棋士が得意としている。また、藤井猛により片矢倉（天野矢倉）との相性が良いことが発見された。この組み合わせに▲2五歩を早めに突くなどの工夫を加えて戦法として確立したものが藤井流早囲いと呼ばれる。
居角左美濃急戦の発展により、矢倉は2010年代後半に先手番戦術の大変革を強いられたが、その潮流の中でも脇システムは依然として大きな存在感を示している。これは、後手に角を利用した急戦を行わせないために先手は最速で2筋の歩を2五に伸ばし後手に3三銀と受けさせるという狙いがあり、脇システムはこの早めに突き越した2五の歩を活かせる戦型であることが理由である。